# Villemolaque
Villemolaque  est une commune française située dans l'est du département des Pyrénées-Orientales, en région Occitanie. Sur le plan historique et culturel, la commune est dans le Roussillon, une ancienne province du royaume de France, qui a existé de 1659 jusqu'en 1790 et qui recouvrait les trois vigueries du Roussillon, du Conflent et de Cerdagne.
Exposée à un climat méditerranéen, elle est drainée par le Réart, la rivière de Passa et par deux autres cours d'eau.
Villemolaque est une commune rurale qui compte 1 289 habitants en 2022, après avoir connu une forte hausse de la population depuis 1975.  Elle fait partie de l'aire d'attraction de Perpignan. Ses habitants sont appelés les Villemolaquais ou  Villemolaquaises.

## Géographie

### Localisation
La commune de Villemolaque se trouve dans le département des Pyrénées-Orientales, en région Occitanie.
Elle se situe à 13 km à vol d'oiseau de Perpignan, préfecture du département, à 13 km de Céret, sous-préfecture, et à 8 km de Thuir, bureau centralisateur du canton des Aspres dont dépend la commune depuis 2015 pour les élections départementales.
La commune fait en outre partie du bassin de vie du Boulou.
Les communes les plus proches sont : 
Saint-Jean-Lasseille (2,3 km), Passa (2,6 km), Tresserre (2,9 km), Banyuls-dels-Aspres (3,3 km), Trouillas (3,7 km), Ponteilla (4,7 km), Fourques (5,0 km), Bages (5,1 km).
Sur le plan historique et culturel, Villemolaque fait partie de la région des Aspres. Compris entre les sillons de la Têt au nord et du Tech au sud, ce minuscule territoire roussillonnais tire son nom de la nature caillouteuse de ses sols.
| Trouillas | Ponteilla           | Bages                         |
| Passa     | Villemolaque        | Brouilla (par un quadripoint) |
| Tresserre | Banyuls-dels-Aspres | Saint-Jean-Lasseille          |

### Géologie et relief
L'altitude du village est de 85 mètres.
La commune est classée en zone de sismicité 3, correspondant à une sismicité modérée.

### Climat
Pour des articles plus généraux, voir Climat de l'Occitanie et Climat des Pyrénées-Orientales.
En 2010, le climat de la commune est de type climat méditerranéen franc, selon une étude du CNRS s'appuyant sur une série de données couvrant la période 1971-2000. En 2020, Météo-France publie une typologie des climats de la France métropolitaine dans laquelle la commune est exposée à un climat méditerranéen et est dans la région climatique Provence, Languedoc-Roussillon, caractérisée par une pluviométrie faible en été, un très bon ensoleillement (2 600 h/an), un été chaud (21,5 °C), un air très sec en été, sec en toutes saisons, des vents forts (fréquence de 40 à 50 % de vents > 5 m/s) et peu de brouillards.
Pour la période 1971-2000, la température annuelle moyenne est de 14,8 °C, avec une amplitude thermique annuelle de 15,6 °C. Le cumul annuel moyen de précipitations est de 694 mm, avec 5,4 jours de précipitations en janvier et 3,2 jours en juillet. Pour la période 1991-2020, la température moyenne annuelle observée sur la station météorologique la plus proche, située sur la commune de Vivès à 9 km à vol d'oiseau, est de 15,8 °C et le cumul annuel moyen de précipitations est de 669,2 mm,. Pour l'avenir, les paramètres climatiques de la commune estimés pour 2050 selon différents scénarios d’émission de gaz à effet de serre sont consultables sur un site dédié publié par Météo-France en novembre 2022.

### Milieux naturels et biodiversité
Aucun espace naturel présentant un intérêt patrimonial n'est recensé sur la commune dans l'inventaire national du patrimoine naturel,,.

## Urbanisme

### Typologie
Au 1er janvier 2024, Villemolaque est catégorisée bourg rural, selon la nouvelle grille communale de densité à sept niveaux définie par l'Insee en 2022.
Elle est située hors unité urbaine. Par ailleurs la commune fait partie de l'aire d'attraction de Perpignan, dont elle est une commune de la couronne,. Cette aire, qui regroupe 118 communes, est catégorisée dans les aires de 200 000 à moins de 700 000 habitants,.

### Occupation des sols
L'occupation des sols de la commune, telle qu'elle ressort de la base de données européenne d’occupation biophysique des sols Corine Land Cover (CLC), est marquée par l'importance des territoires agricoles (80,2 % en 2018), en diminution par rapport à 1990 (95 %). La répartition détaillée en 2018 est la suivante : 
cultures permanentes (73,3 %), zones industrielles ou commerciales et réseaux de communication (12,3 %), zones urbanisées (7,5 %), zones agricoles hétérogènes (6,9 %). L'évolution de l’occupation des sols de la commune et de ses infrastructures peut être observée sur les différentes représentations cartographiques du territoire : la carte de Cassini (XVIIIe siècle), la carte d'état-major (1820-1866) et les cartes ou photos aériennes de l'IGN pour la période actuelle (1950 à aujourd'hui).

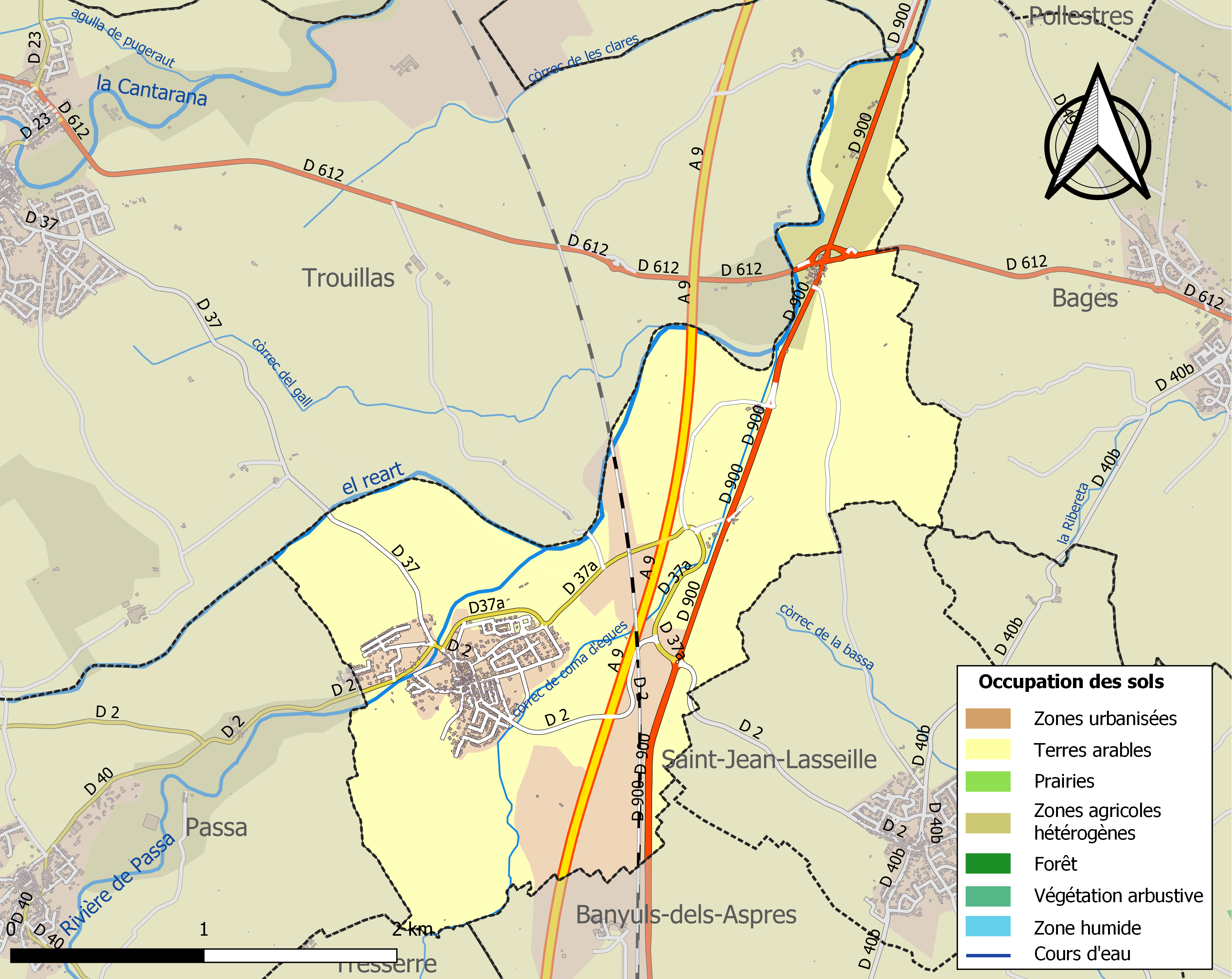
Carte des infrastructures et de l'occupation des sols de la commune en 2018 (CLC).

### Voies de communication et transports
Les lignes 530 (Arles-sur-Tech - Gare de Perpignan) et 571 (Tresserre - Gare de Perpignan) du réseau régional liO assurent la desserte de la commune.

### Risques majeurs
Le territoire de la commune de Villemolaque est vulnérable à différents aléas naturels : inondations, climatiques (grand froid ou canicule), mouvements de terrains et séisme (sismicité modérée). Il est également exposé à un risque technologique,  le transport de matières dangereuses,.

#### Risques naturels
Certaines parties du territoire communal sont susceptibles d’être affectées par le risque d’inondation par crue torrentielle de cours d'eau du bassin du Réart.
Les mouvements de terrains susceptibles de se produire sur la commune sont liés au retrait-gonflement des argiles. Une cartographie nationale de l'aléa retrait-gonflement des argiles permet de connaître les sols argileux ou marneux susceptibles vis-à-vis de ce phénomène.
Ces risques naturels sont pris en compte dans l'aménagement du territoire de la commune par le biais d'un plan de prévention des risques inondations.

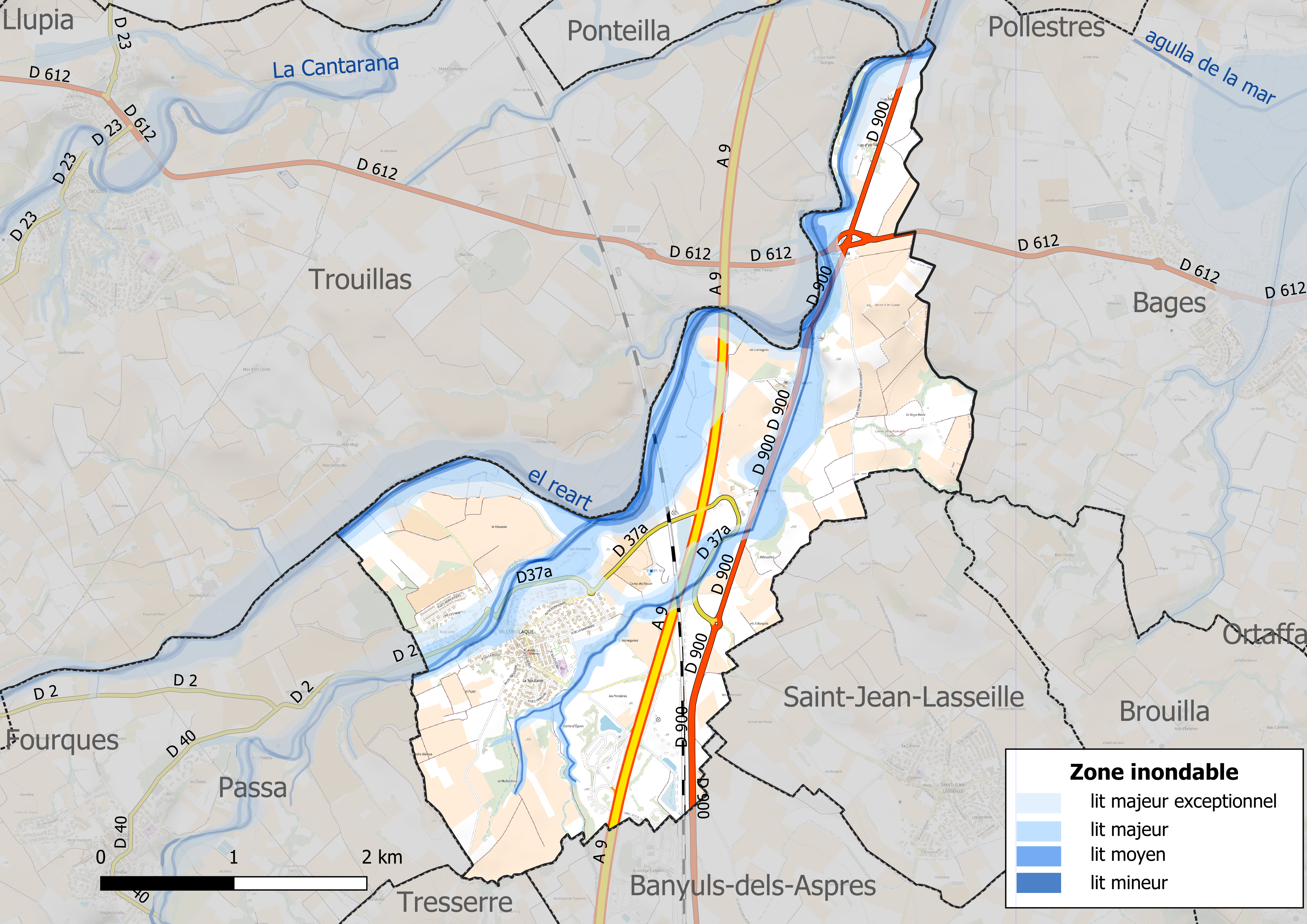
Carte des zones inondables.
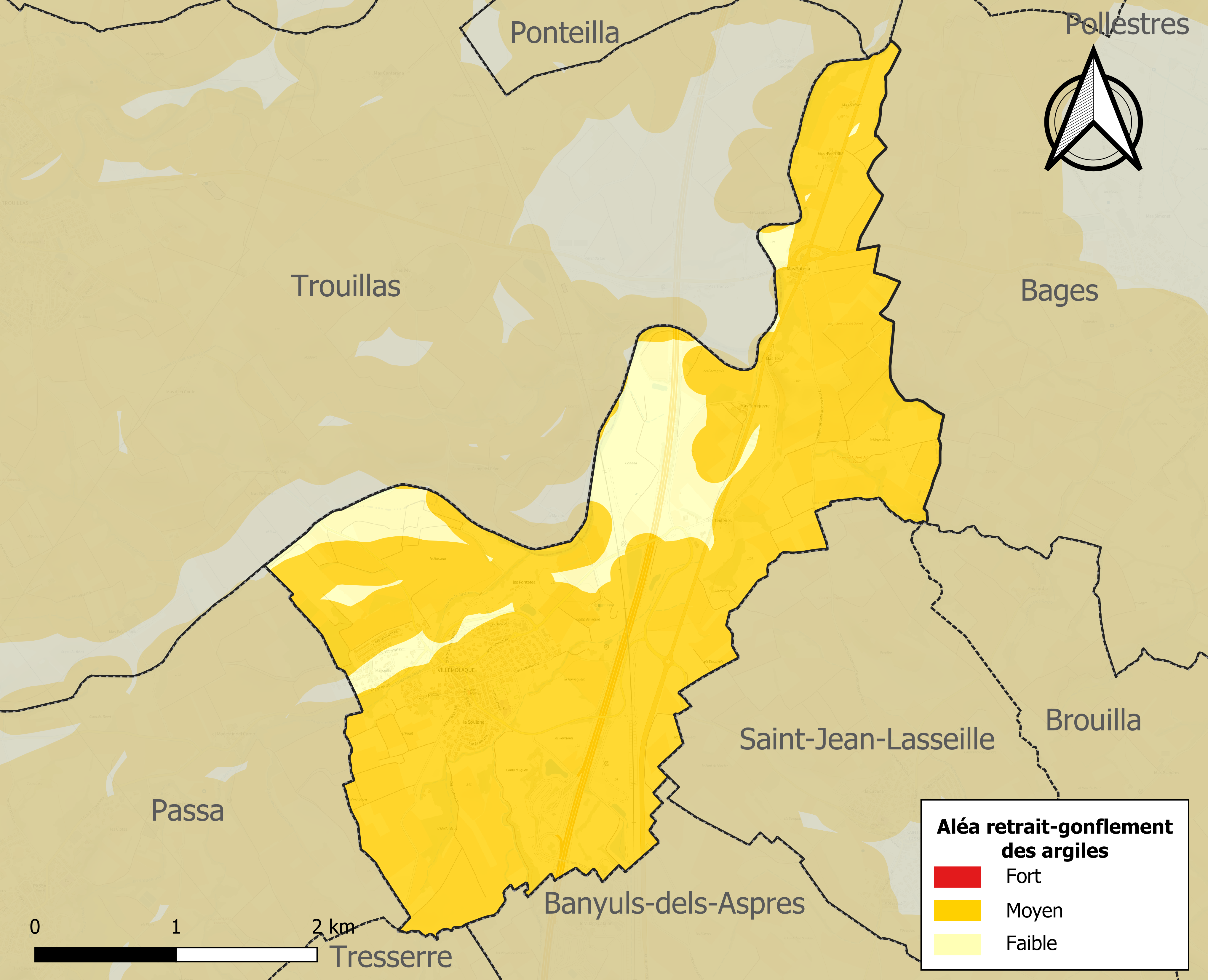
Carte des zones d'aléa retrait-gonflement des argiles.

#### Risques technologiques
Le risque de transport de matières dangereuses sur la commune est lié à sa traversée par des infrastructures routières et ferroviaires importantes et la présence d'une canalisation de transport de gaz. Un accident se produisant sur de telles infrastructures est en effet susceptible d’avoir des effets graves au bâti ou aux personnes jusqu’à 350 m, selon la nature du matériau transporté. Des dispositions d’urbanisme peuvent être préconisées en conséquence.

## Toponymie
Le lieu est mentionné pour la première fois le 15 mai 973 dans un acte par lequel une femme du nom de Romelles et son fils Adalbert font don à l'église d'Elne de leur alleu situé à Villa Mulaca.
En catalan, le nom de la commune est Vilamulaca.

## Politique et administration
À compter des élections départementales de 2015, la commune est incluse dans le nouveau canton des Aspres.

### Liste des maires
| Période | Période  | Identité            | Étiquette | Qualité                                         |
| ------- | -------- | ------------------- | --------- | ----------------------------------------------- |
| 1944    | 1945     | César Torrent       |           | nommé par le comité départemental de Libération |
| 1945    | 1945     | Marcel Olivé        |           |                                                 |
| 1945    | 1953     | Albert Pages        |           |                                                 |
| 1953    | 1989     | René Olivé          | DVG       |                                                 |
| 1989    | 1996     | Raymond Dulceres    |           |                                                 |
| 2001    | 2020     | Jean-Claude Péralba | SE        | Réélu en 2008 et 2014                           |
| 2020    | En cours | Annie Lelaurain     | SE        |                                                 |

## Population et société

### Démographie ancienne
La population est exprimée en nombre de feux (f) ou d'habitants (H).
| 1358 | 1365 | 1378 | 1470 | 1515 | 1553 | 1643 | 1709 | 1720 |
| ---- | ---- | ---- | ---- | ---- | ---- | ---- | ---- | ---- |
| 14 f | 10 f | 11 f | 7 f  | 10 f | 3 f  | 8 f  | 20 f | 14 f |

| 1730 | 1767  | 1774 | 1789 | - | - | - | - | - |
| ---- | ----- | ---- | ---- | - | - | - | - | - |
| 17 f | 102 H | 17 f | 24 f | - | - | - | - | - |

### Démographie contemporaine
L'évolution du nombre d'habitants est connue à travers les recensements de la population effectués dans la commune depuis 1793. Pour les communes de moins de 10 000 habitants, une enquête de recensement portant sur toute la population est réalisée tous les cinq ans, les populations de référence des années intermédiaires étant quant à elles estimées par interpolation ou extrapolation. Pour la commune, le premier recensement exhaustif entrant dans le cadre du nouveau dispositif a été réalisé en 2006.

En 2022, la commune comptait 1 289 habitants, en évolution de −5,5 % par rapport à 2016 (Pyrénées-Orientales : +3,92 %, France hors Mayotte : +2,11 %).
| 1793 | 1800 | 1806 | 1821 | 1831 | 1836 | 1841 | 1846 | 1851 |
| ---- | ---- | ---- | ---- | ---- | ---- | ---- | ---- | ---- |
| 91   | 112  | 112  | 170  | 188  | 185  | 194  | 209  | 207  |

| 1856 | 1861 | 1866 | 1872 | 1876 | 1881 | 1886 | 1891 | 1896 |
| ---- | ---- | ---- | ---- | ---- | ---- | ---- | ---- | ---- |
| 189  | 210  | 236  | 277  | 309  | 472  | 527  | 528  | 570  |

| 1901 | 1906 | 1911 | 1921 | 1926 | 1931 | 1936 | 1946 | 1954 |
| ---- | ---- | ---- | ---- | ---- | ---- | ---- | ---- | ---- |
| 650  | 620  | 565  | 605  | 586  | 604  | 603  | 513  | 513  |

| 1962 | 1968 | 1975 | 1982 | 1990 | 1999 | 2006  | 2011  | 2016  |
| ---- | ---- | ---- | ---- | ---- | ---- | ----- | ----- | ----- |
| 506  | 504  | 466  | 480  | 833  | 922  | 1 124 | 1 203 | 1 364 |

| 2021  | 2022  | - | - | - | - | - | - | - |
| ----- | ----- | - | - | - | - | - | - | - |
| 1 323 | 1 289 | - | - | - | - | - | - | - |

| selon la population municipale des années : | 1968 | 1975 | 1982 | 1990 | 1999 | 2006 | 2009 | 2013 |
| Rang de la commune dans le département      | 84   | 86   | 103  | 75   | 76   | 77   | 76   | 79   |
| Nombre de communes du département           | 232  | 217  | 220  | 225  | 226  | 226  | 226  | 226  |

### Manifestations culturelles et festivités
- Fête patronale : 7 janvier[39] ;
- Fête communale : 21 octobre[39].

## Économie

### Revenus
En 2018, la commune compte 518 ménages fiscaux, regroupant 1 241 personnes. La médiane du revenu disponible par unité de consommation est de 19 960 € (19 350 € dans le département).

### Emploi
|                | 2008   | 2013   | 2018   |
| -------------- | ------ | ------ | ------ |
| Commune        | 10,1 % | 11,1 % | 15,5 % |
| Département    | 10,3 % | 12,9 % | 13,3 % |
| France entière | 8,3 %  | 10 %   | 10 %   |

En 2018, la population âgée de 15 à 64 ans s'élève à 883 personnes, parmi lesquelles on compte 74,5 % d'actifs (59 % ayant un emploi et 15,5 % de chômeurs) et 25,5 % d'inactifs,. En  2018, le taux de chômage communal (au sens du recensement) des 15-64 ans est supérieur à celui de la France et du département, alors qu'il était inférieur à celui du département en 2008.
La commune fait partie de la couronne de l'aire d'attraction de Perpignan, du fait qu'au moins 15 % des actifs travaillent dans le pôle,. Elle compte 135 emplois en 2018, contre 105 en 2013 et 110 en 2008. Le nombre d'actifs ayant un emploi résidant dans la commune est de 529, soit un indicateur de concentration d'emploi de 25,5 % et un taux d'activité parmi les 15 ans ou plus de 60,3 %.
Sur ces 529 actifs de 15 ans ou plus ayant un emploi, 86 travaillent dans la commune, soit 16 % des habitants. Pour se rendre au travail, 89,3 % des habitants utilisent un véhicule personnel ou de fonction à quatre roues, 1,5 % les transports en commun, 5,5 % s'y rendent en deux-roues, à vélo ou à pied et 3,6 % n'ont pas besoin de transport (travail au domicile).

### Activités hors agriculture

#### Secteurs d'activités
94 établissements sont implantés  à Villemolaque au 31 décembre 2019. Le tableau ci-dessous en détaille le nombre par secteur d'activité et compare les ratios avec ceux du département,.
| Secteur d'activité                                                                                        | Commune | Commune | Département |
| Secteur d'activité                                                                                        | Nombre  | %       | %           |
| --- | ------- | ------- | ----------- |
| Ensemble                                                                                                  | 94      | 100 %   | (100 %)     |
| Industrie manufacturière, industries extractives et autres                                                | 13      | 13,8 %  | (8,7 %)     |
| Construction                                                                                              | 22      | 23,4 %  | (14,3 %)    |
| Commerce de gros et de détail, transports, hébergement et restauration                                    | 24      | 25,5 %  | (30,5 %)    |
| Information et communication                                                                              | 1       | 1,1 %   | (1,9 %)     |
| Activités financières et d'assurance                                                                      | 2       | 2,1 %   | (3 %)       |
| Activités immobilières                                                                                    | 8       | 8,5 %   | (6,2 %)     |
| Activités spécialisées, scientifiques et techniques et activités de services administratifs et de soutien | 16      | 17 %    | (13 %)      |
| Administration publique, enseignement, santé humaine et action sociale                                    | 7       | 7,4 %   | (13,9 %)    |
| Autres activités de services                                                                              | 1       | 1,1 %   | (8,5 %)     |

Le secteur du commerce de gros et de détail, des transports, de l'hébergement et de la restauration est prépondérant sur la commune puisqu'il représente 25,5 % du nombre total d'établissements de la commune (24 sur les 94 entreprises implantées  à Villemolaque), contre 30,5 % au niveau départemental.

#### Entreprises et commerces
Les trois entreprises ayant leur siège social sur le territoire communal qui génèrent le plus de chiffre d'affaires en 2020 sont : 
- J'ai Besoin De...sarl, autres activités de soutien aux entreprises n.c.a. (1 154 k€)
- Krinasoft, programmation informatique (97 k€)
- Annadis, supérettes (−3 k€)

### Agriculture
|               | 1988 | 2000 | 2010 | 2020 |
| ------------- | ---- | ---- | ---- | ---- |
| Exploitations | 33   | 15   | 12   | 5    |
| SAU (ha)      | 306  | 248  | 153  | 82   |

La commune est dans la « plaine du Roussillon », une petite région agricole occupant la bande côtière et une grande partie centrale du département des Pyrénées-Orientales. En 2020, l'orientation technico-économique de l'agriculture  sur la commune est la viticulture. Cinq exploitations agricoles ayant leur siège dans la commune sont dénombrées lors du recensement agricole de 2020 (33 en 1988). La superficie agricole utilisée est de 82 ha,,.

## Culture locale et patrimoine

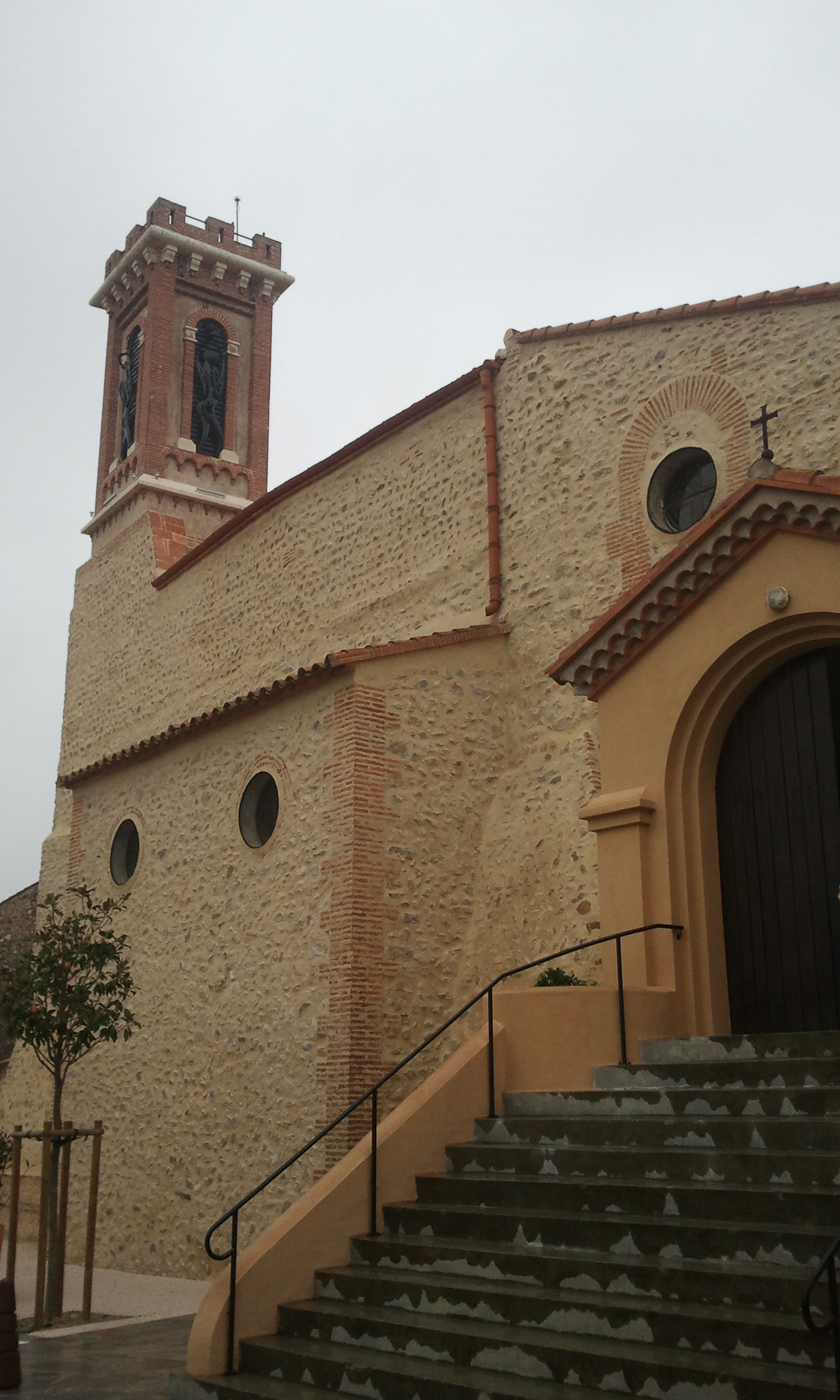
Église Saint-Julien-et-Sainte-Basilisse à Villemolaque

### Monuments et lieux touristiques
- Église Saint-Julien-et-Sainte-Basilisse, église romane.

### Personnalités liées à la commune
- Romain Grau (né en 1974) : élu député en 2017 sous l'étiquette La République en marche, avocat, énarque de la même promotion qu'Emmanuel Macron[44],[45].